# Dominik Maj
Dominik Maj (ur. 21 sierpnia 1908 w Rzeczycy Księżej, zm. 12 listopada 1976 w Krakowie) – polski ksiądz, więzień obozów koncentracyjnych w Sachsenhausen i Dachau.

## Życiorys

### Narodziny i młodość
Dominik Maj urodził się w Rzeczycy Księżej, jako siódme dziecko rolników Jana i Antoniny z Sokołów. Został ochrzczony w dniu 23 sierpnia 1908 w kościele parafialnym w Kraśniku przez ks. prałata Józefa Kobylińskiego. Rodzina była bardzo uczciwa, charakteryzowała ich głęboka wiara religijna oraz bardzo pracowita. Ojciec opiekował się miejscowym kościołem, przewodniczył nabożeństwom i zbiorowym modlitwom (później sam Dominik), do którego na większe święta przyjeżdżał ksiądz z Kraśnika, by odprawić mszę świętą. Jedna z jego sióstr wstąpiła do Zgromadzenia Sióstr Najświętszej Rodziny z Nazaretu (Nazaretanki). Dzięki codziennej modlitwie w rodzinie Majów to u Dominika ukształtowały się cechy osobowościowe przyszłego kapłana: dobroć, uczciwość, ofiarność i pracowitość, wrażliwość na potrzeby drugiego człowieka, patriotyzm, religijność i głęboka dziecięca wiara, oparta na umiłowaniu Chrystusa eucharystycznego i Matki Najświętszej. W takiej atmosferze łatwo mógł usłyszeć głos powołania do kapłaństwa i je dalej rozwijać.

### Okres nauki
W wieku 6 lat rozpoczął edukację pod kierunkiem swojego brata Stanisława (ukończył Seminarium Nauczycielskie) i od 1914 tajnie uczył i czytać w języku polskim. W 1915 r. podejmował dalszą naukę w ochronce w Kraśniku. Po wejściu Austriaków do Rzeczycy, mógł uczęszczać do nowo utworzonej szkoły powszechnej, którą ukończył w Rzeczycy Księżej w 1918 r. Po niej udał się do Gimnazjum Realnego w Kraśniku i tak uczył się przez 6 lat. Po ukończonej szóstej klasie gimnazjalnej w Kraśniku zdawał do klasy siódmej Gimnazjum Biskupiego (Biskupiak). W 1926 r., jako eksternista, zdawał egzamin dojrzałości przed Państwową Komisją Egzaminacyjną w Gimnazjum im. ks. Stanisława Staszica w Lublinie. Otrzymał ze wszystkich przedmiotów ocenę dostateczną, gdyż uczniowie Gimnazjum Biskupiego byli bardziej surowo traktowani. Po maturze studiował w Wyższym Seminarium Duchowym w Lublinie, gdzie był wzorowym alumnem. Należał do Sodalicji Mariańskiej. Na wakacjach uczęszczał codziennie pieszo do kościoła parafialnego w Kraśniku, oddalonego o około 5 km od rodzinnego domu. W miejscowym kościółku prowadził różne nabożeństwa, które nie wymagały święceń. Założył młodzieżowy chór parafialny, którym sam dyrygował, a nawet komponował dla niego pieśni. Studia w seminarium ukończył 21 czerwca 1930 r., ale święcenia z braku odpowiedniego wieku otrzymał z rąk biskupa Mariana Leona Fulmana dopiero 15 lutego 1931 r. Przed święceniami 2 lutego zmarł mu ojciec.

### Kapłaństwo
Jego pierwszą pracą duszpasterską jako wikariusz była parafia pw. św. Jana Chrzciciela i św. Franciszka z Asyżu, gdzie pomagał już wcześniej, oczekując na osiągnięcie wieku wymaganego do przyjęcia święceń, następnie skierowano go 22 sierpnia 1932 r. do Kościoła pw. św. Jana Nepomucena w Fajsławicach (1932-37). Przez krótki czas był proboszczem w Lipinach koło Biłgoraja, zaś od 14 marca 1937 do 19 czerwca 1940 r. w Łaszczowie. Tam poznał Stanisława Kostkę Starowieyskiego, właściciela miejscowego majątku i prezesa Akcji Katolickiej w ówczesnej diecezji lubelskiej. Okres więzienia i obozów koncentracyjnych obaj żarliwi pracownicy na niwie Pańskiej. Stanisława Starowieyskiego i księdza Dominika najpierw uwięziono wraz z wieloma księżmi w Rotundzie Zamojskiej, skąd zabrano ich 25 czerwca 1949 do Lublina i osadzono na Zamku, gdzie potem został wywieziony wagonem kolejowym do obozu koncentracyjnego Sachsenhausen. Ksiądz Dominik Maj został następnie po czterech tygodniach przewieziony (14 grudnia 1940 r.) do Dachau i otrzymał numer obozowy 22403 i został przydzielony do IV izby 28 bloku. Obóz był miejscem wielkiej próby, ale – jak mówił ksiądz Maj – także czasem głębokich rekolekcji. Wszędzie obowiązywał bezwzględny zakaz modlitwy, odprawiania mszy świętej, udzielania sakramentów, głoszenia słowa Bożego czy niesienia pomocy duchowej w jakiejkolwiek postaci. Ks. Dominik Maj trafił w tym czasie do pracy na plantacjach. Głód i warunki przyczyniły się do utraty sił. Wspominał je później w takich słowach:

"(...)drugi raz byłem bliski końca. Przeszedłem krwawą dyzenterię. Osłabiony chorobą, po 5 dniach „Schenung” (ochrona o pracy) musiałem iść w pole , aby na plantacjach przerzucać kupy kompostowe. Początek marca, pogoda zmienna: mróz, wiatr, deszcz ze śniegiem."

Mimo wszelkich zakazów dla duchownych, z narażeniem utraty życia w strasznych torturach, na prośbę ks. Stefana Wincentego Frelichowskiego podjął posługę ojca duchownego w swoim baraku. Znał na pamięć Godzinki, litanie, nieszpory a także słowa mszy świętej o Matce Bożej. Na początku, zanim księża znaleźli sposobność zaopatrzenia się w wino i hostie, w największej czujności, tak by niczego nie domyślili się esesmani, odmawiali teksty mszy bez słów konsekracji. Niekiedy kapłanom udawało się zdobyć hostie i wino. Na mocy pozwolenia Piusa XII mszę świętą odprawiano, używając tylko chleba, i to obozowego, i odmawiano najkrótszy formularz mszalny. Były okresy, kiedy pozwalano na odprawianie mszy, ale esesmani celowo skracali czas, tak że księża czy ludzie świeccy nie zdążali przyjąć komunii świętej. Wtedy dotkliwie bili więźniów. Najkrwawszym wydarzeniem w obozie było zajście w Wielkim Tygodniu i w Niedzielę Wielkanocną, między 28 marca a 6 kwietnia 1942 r. Na apelu Niemcy zapytali, kto chce przystąpić do komunii. Oczywiście zgłosili się wszyscy księża. Rozwścieczony komendant nakazał wszystkim, którzy się zgodzili, mordercze marsze i czołganie na żwirze. Takie ćwiczenia zakończyły się dopiero po Wielkanocy. Wszyscy byli pokrwawieni, oblepieni żwirem, nie mogli siebie poznać. Siedmiu księży nie przeżyło tej katorgi. Ksiądz Maj modlił się wtedy taki słowami:

"Panie Jezu, nie możemy Ci użyczyć rąk, ust. Widocznie żądasz, byśmy całą osobą stali się razem z Tobą żertwą i ofiarnikami. Fiat voluntas Tua. Wielki Piątek trwa. Nie jest uczeń nad Mistrza… Mnie prześladowali i was prześladować będą. Christus factus est oboediens usque ad mortem. Dachau to krzyż, na którym cierpiało tysiące więźniów. Czasem i wśród hitlerowców znalazł się wyrozumiały człowiek. Jeden z nich przez okno obserwował odprawianie Mszy świętej w okresie całkowitego zakazu."

Po jej zakończeniu podszedł blisko ks. Maja i powiedział:

"Macie szczęście, że jestem katolikiem. Wiecie, co wam za to grozi."

12 lipca 1942 r. Wilhelm Eichel bardzo dotkliwie pobił ks. Dominika za to, że zauważył w jego podgłówku nitkę.
Z końcem 1942 pozwolono kapłanom otrzymywać paczki żywnościowe z rodzinnych domów. Dzielili się otrzymanymi produktami. Kapłani wśród swoich zapotrzebowań wymieniali wino i hostie. Ks. Maj również napisał prośbę do swojej matki:

"proszę mi przesłać to lekarstwo, które zwykle rano przyjmowałem"

Napisał też list do szwagra:

"przyślijcie mi chleba naszego powszedniego"

W otrzymanej paczce ks. Maj dostał wino i hostie. Dzięki tym elementom mógł odprawiać msze święte w każdą niedzielę. Z narażeniem życia nosił przy sobie Komunię Świętą i dawał ją potrzebującym. Udzielił Wiatyku wielu osom w tym ks. Andrzejowi Zawistowskiemu. Był organizatorem nocnych adoracji Najświętszego Sakramentu, a tabernakulum urządził z tekturowego pudełka z elektryczną żarówką. Udzielał też rozgrzeszeń mimo zakazów.
Był nazywany „Tarsycjuszem”. Dnia 3 października 1943 r. razem z ks. M. Bardelem i alumnem Świniarskim poświęcili się i oddali w niewolę Matce Bożej Niepokalanej. Tekst oddania napisał sam ksiądz Dominik:

O Pani moja, o Matko moja, pomnij, żem Twój, strzeż mnie i broń mnie jako rzeczy i własności swojej w wigilię Niepokalanego poczęcia zachować post ścisły, w powrotnej drodze do wolnej Ojczyzny udać się do duchowej stolicy Polski – Jasnej Góry, by w podziękowaniu za cud wyzwolenia, ponowić swe ofiarowanie i prosić o błogosławieństwo Maryi na dalsze kolejne dni życia i o siłę do pracy dla dobra Ojczyzny i dusz. Droga moja Pani i Zbawczyni, będę działał z ufnością i nie będę się bał, bo Ty jesteś moją siłą, moją chwałą w Panu. Jestem cały Twoim i wszystko, co posiadam, Twoją jest własnością. Miłość Twoja mocna jest jak śmierć(…). Wziąłem Cię, o Maryjo, jako wszystko dobro moje. Twój Ci ja jestem, zbaw mnie. Królowi wieków niewidzialnemu, nieśmiertelnemu samemu Bogu cześć i chwała na wieki wieków. Amen.

Na tydzień przed wyzwoleniem obozu przez wojska amerykańskie księża, zdając sobie sprawę z grozy nadchodzących dni, oddali się w szczególną opiekę św. Józefa, Opiekuna Kościoła świętego. Byli przekonani, że Jego wstawiennictwo uchroniło ich wszystkich przed wymordowaniem, co przygotowali Niemcy na wypadek zajęcia obozu przez wojska wyzwalające. Wyzwolenie nadeszło przez Amerykanów w dniu 29 kwietnia 1945 r. i, wyszedł na wolność, ksiądz Maj najpierw organizował pomoc chorym w szpitalach w Austrii, później jako duszpasterz polonijny otoczył posługą Polaków w Tyrolu, wreszcie pracował jako duszpasterz młodzieży akademickiej w Kufstein. Na wezwanie biskupa Stefana Wyszyńskiego 19 maja 1947 r. wrócił do diecezji. Po dwutygodniowym pobycie w Milejowie, został posłany przez biskupa jako proboszcz do parafii Najświętszego Serca Pana Jezusa w Bobach, gdzie owocnie pracował wiele lat. Chcąc odrodzić życie religijne, organizował kółka różańcowe, chór, życie liturgiczne, budowę organów. Dnia 29 września 1954 r. biskup lubelski Piotr Kałwa za gorliwość kapłańską, staranie o piękno i ozdobę świątyni parafialnej, i dobro parafii w Bobach mianował ks. Dominika Maja kanonikiem honorowym Kapituły Kolegiaty Zamojskiej. W 1958 r. ksiądz Dominik został przeniesiony do Bychawy, gdzie pełnił obowiązki proboszcza i dziekana. Tu, mimo wielkich przeszkód i wielu kar nakładanych przez komunistyczną administrację, w Kosarzewie i Woli Gałęzowskiej zorganizował punkty duszpasterskie. Nie zaniedbywał także pogłębiania wiedzy teologicznej. W latach 60. podjął naukę w Studium Pastoralnym na KUL-u i 29 czerwca 1970 r. obronił pracę magisterską napisaną pod kierunkiem ks. prof. Schenka pt. Służba Boża kapłanów polskich w Sachsenhausen i Dachau. W swoim testamencie ks. Dominik Maj podziękował wielu ludziom za otrzymaną dobroć i modlitwę, dzięki której mógł wiele zdziałać; stwierdził, że żadnego majątku nie zostawia, prosi o skromny pogrzeb, o jak najwięcej modlitw i komunii świętej w jego intencji. Pragnie, by na wzór św. Jana Vianney, mógł jak najwięcej ludzi wprowadzić do nieba.

### Śmierć i uroczystości pogrzebowe
Ks. Maj zmarł nagle 12 listopada 1976 r. w Krakowie, w obecności swojej siostry Sylwiny, nazaretanki, do której przybył w odwiedziny. Pogrzeb, który odbył się w Bychawie 16 listopada 1976 r., zgromadził wielu księży, kolegów obozowych, sióstr zakonnych i wielotysięczny tłum ludzi świeckich. Biskup lubelski, ksiądz Bolesław Pylak, w homilii podkreślił jego wielką troskę o zbawienie wiernych. Był jakby sakramentem Boga, znakiem Jego obecności. Był godnym synem narodu polskiego, co udowodnił swoją postawą w więzieniach i obozach. O dojrzałości duchowej ks. Dominika świadczy jego dobroć, miłość i wielkość serca. Wyraził nadzieję, że za jego cierpienia, trudy oraz ofiary Chrystus i Matka Najświętsza, których tak kochał, przytulą go do swojego serca. Nad trumną przemawiało wielu księży, siostry zakonne i ludzie świeccy. Doktor z Bychawy, Jan Michalski, podkreślił wielką troskę księdza Dominika o ludzi biednych i chorych. Pogrzeb ten był wielką manifestacją na cześć ideałów kapłaństwa Chrystusowego tak wyraziście wprowadzanych przezeń w życie. Grób ks. kanonika Dominika Maja usytuowano w pobliżu bramy wejściowej na cmentarz. Na płycie pomnika ustawiono wykutą w kamieniu postać ks. Dominika otoczoną dziećmi. Wyryty w kamieniu napis głosi: Kochanemu gorliwemu duszpasterzowi, miłośnikowi dzieci i młodzieży – wdzięczni parafianie.